# Olivier Charpentier
Pour les articles homonymes, voir Charpentier (homonymie).
Olivier Charpentier, né en 1967 à Paris, est un peintre et illustrateur français.

## Biographie
Olivier Charpentier est diplômé de l'École nationale supérieure des arts décoratifs de Paris. Il expose dans des galeries et travaille pour la presse et l'édition jeunesse.

## Quelques publications
- Isaac de Benserade, Le Ballet royal de la Nuit, dessins d'Olivier Charpentier, introduction de Clotilde Thouret, textes de Sébastien Daucé, Francesca Lattuada et Olivier Charpentier, Paris, Prodromus, 2017
- Campagne première, peintures, sculptures & textes d'Olivier Charpentier, postface de Jean-Pierre Ferrini, Paris, Prodromus, 2016
- Et moi aussi je mourrai, peintures & monotypes d'Olivier Charpentier, textes de François de Saint-Cheron et Didier Goldschmidt, Paris, Prodromus, 2015
- Hokusaï et le cadeau de la mer[2], texte de Beatrice Alemagna ; illustrations d'Olivier Charpentier, Réunion des musées nationaux - Grand Palais, 2014
- Le Grain de maïs, conte ivoirien adapté par Manfeï Obin, Paris, Seuil jeunesse, 2012
- La Nuit, Paris, Seuil jeunesse, Clac book, 2011
- L'Odyssée d'Omer, texte de Frédéric Kessler, Paris, Autrement, 2009
- Le Grand Bestiaire des animaux, texte de Frédéric Kessler, Paris, Autrement, 2007
- Guernica, texte de Heliane Bernard, Michalon, album Tatou, Paris, 2007
- Le Buffle et l'Oiseau, texte de Catherine Zarcate, Paris, Syros, 2007
- La Cerise, Paris, Autrement, coll. « Histoires sans paroles », 2007
- Le Bestiaire ou Cortège d'Orphée, poèmes de Guillaume Apollinaire, Paris, Prodromus, 2006
- Si je mourais là-bas, poèmes de la Grande-guerre, poèmes de Guillaume Apollinaire, préface de Jean Rouaud, Bruxelles, Éditions Complexes, 2006
- Qui m'aime me suive !, Paris, Didier jeunesse, 2004
- Sors de ta coquille !, texte de Frédéric Kessler, Paris, Didier jeunesse, 2004
- Poètes en prison : petite anthologie, dirigée par Heliane Bernard et Alexandre Faure, Paris, Mango jeunesse, coll. « Album Dada », 2003
- La Poésie médiévale : petite anthologie, dirigée par Heliane Bernard et Alexandre Faure, Paris, Mango jeunesse, coll. « Album Dada », 2001
- Esprit de Paris, Paris, Hachette, 1997